# Baharampur
Baharampur (en bengalí: বহরমপুর ) es una ciudad de la India, centro administrativo del distrito de Murshidabad, en el estado de Bengala Occidental.

## Geografía
Se encuentra a una altitud de 22 m s. n. m. a 201 km de la capital estatal, Calcuta, en la zona horaria UTC +5:30.

## Demografía
Según estimación 2010 contaba con una población de 208 602 habitantes.